# Hans Claesson (Bielkenstierna)
Hans Claesson (Bielkenstierna), född 25 september 1574 på Åkerö slott, död 27 februari 1620 på Årsta slott, var en svensk amiral och sjöhjälte. Han tillhörde den släkt som brukar kallas Årstasläkten och som senare antog namnet Bielkenstierna.

## Biografi
Hans Claesson var son till Claes Hansson den äldre och hans hustru Kerstin Nilsdotter (Ryning). Redan som ung gjorde han sig bemärkt som en skicklig sjöman och fick 1599 i uppdrag av hertig Karl, att hålla Östersjön fri från kapare och anhålla alla lybska fartyg han påträffade, eftersom lybeckarna låtit kvarhålla varor för Sigismunds räkning, som egentligen tillhörde svenska kronan. Han tjänstgjorde som hovjunkare hos hertig Karl från 1598, samt blev hövitsman på Kastelholms slott på Åland, därefter underamiral 1599 och amiral över rikets örlogsflotta 1600.
Hans Claesson blev 1602 landshövding över Uppland, 1606 ståthållare på Kalmar slott och häradshövding i Olands härad, 1611 utsågs han till riksråd. Det sistnämnda året gick han åter till sjöss och fördrev med sina örlogsmän danskarna från deras befästade läger på Grimskär. Han utnämndes 1612 till holmamiral (befälhavande amiral i Stockholm). Vid Karl IX:s begravning 1612 bar han "himmelen över konungens lik".

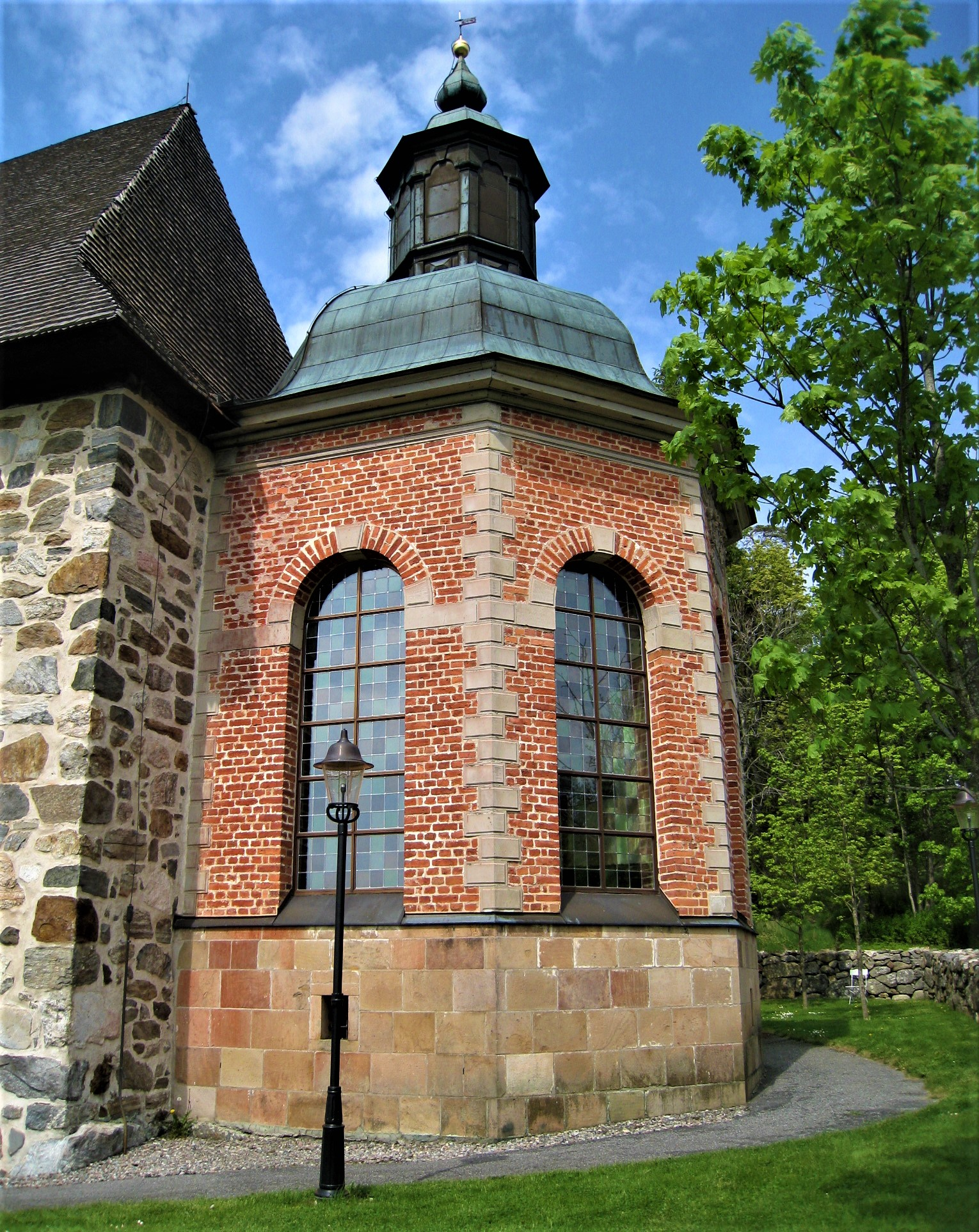
Österhaninge kyrka, Bielkenkstiernska gravkoret vid kyrkans östra gavel uppfördes till minne av Claes Hansson Bielkenstierna (1615-1662) på Årsta 1663. Det förmodas ha haft Nicodemus Tessin den äldre som arkitekt.

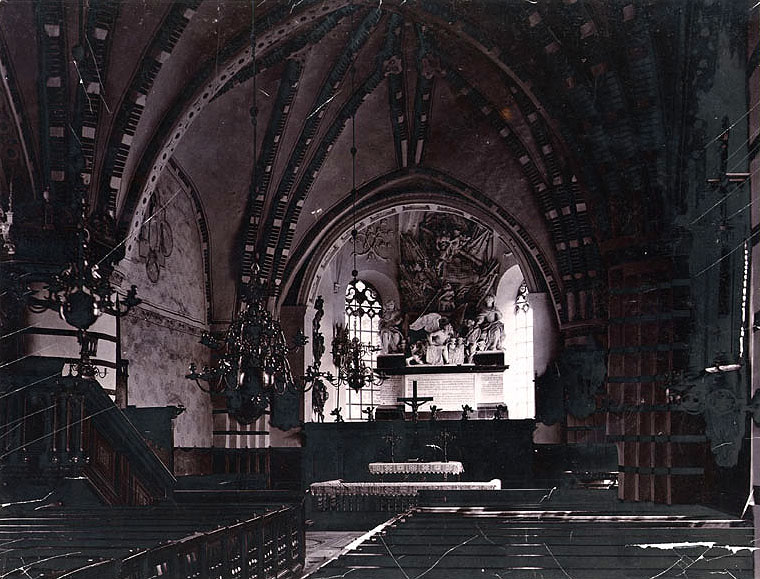
Österhaninge kyrka, interiör mot öster mot gravkorets fond bakom altaret med minnesmonumentet över ätten Bielkenstierna, Bielkenstiernska gravkoret, utförd i marmor av Nicolaes Millich.
Fotografi från 1896.

Han var sedan 1608 gift med friherrinnan Elisabeth Gyllenstierna af Lundholm. De fick sonen Claes Hansson Bielkenstierna (1615-1662).
Familjen ligger begravda i Bielkenstiernska gravkoret i Österhaninge kyrka. I koret låg tidigare en gravhäll över Hans Claesson (Bielkenstierna) och Elisabeth Gyllenstierna af Lundholm över en tumba i kyrkans kor, men gravhällen flyttades till gravkoret när det stod färdigt 1683. Sonen Claes Bielkenstierna var gift med Barbro Åkesdotter (Natt och Dag) (1620-1680). Sedan deras son, Claes Hanssons sonson, Axel Bielkenstierna (född 1648), hade omkommit i sjöslaget vid Öland den 1 juni 1676, beställde Barbro Åkesdotter (Natt och Dag) från den flamländske skulptören Nicolaes Millich det stora minnesmärket av italiensk marmor, motivet är en symbolisk allegori över den utdöende ätten Bielkenstierna. Skulpturgruppen placerades i gravkorets fond bakom altaret. Monumentet kom på plats först 1683 efter att även Barbro Åkesdotter (Natt och Dag) avlidit. Smidesgallret i öppningen till gravkoret tillkom vid kyrkans restaurering 1972–1973 under ledning av arkitekt Jörgen Fåk.